# Австралийская овчарка

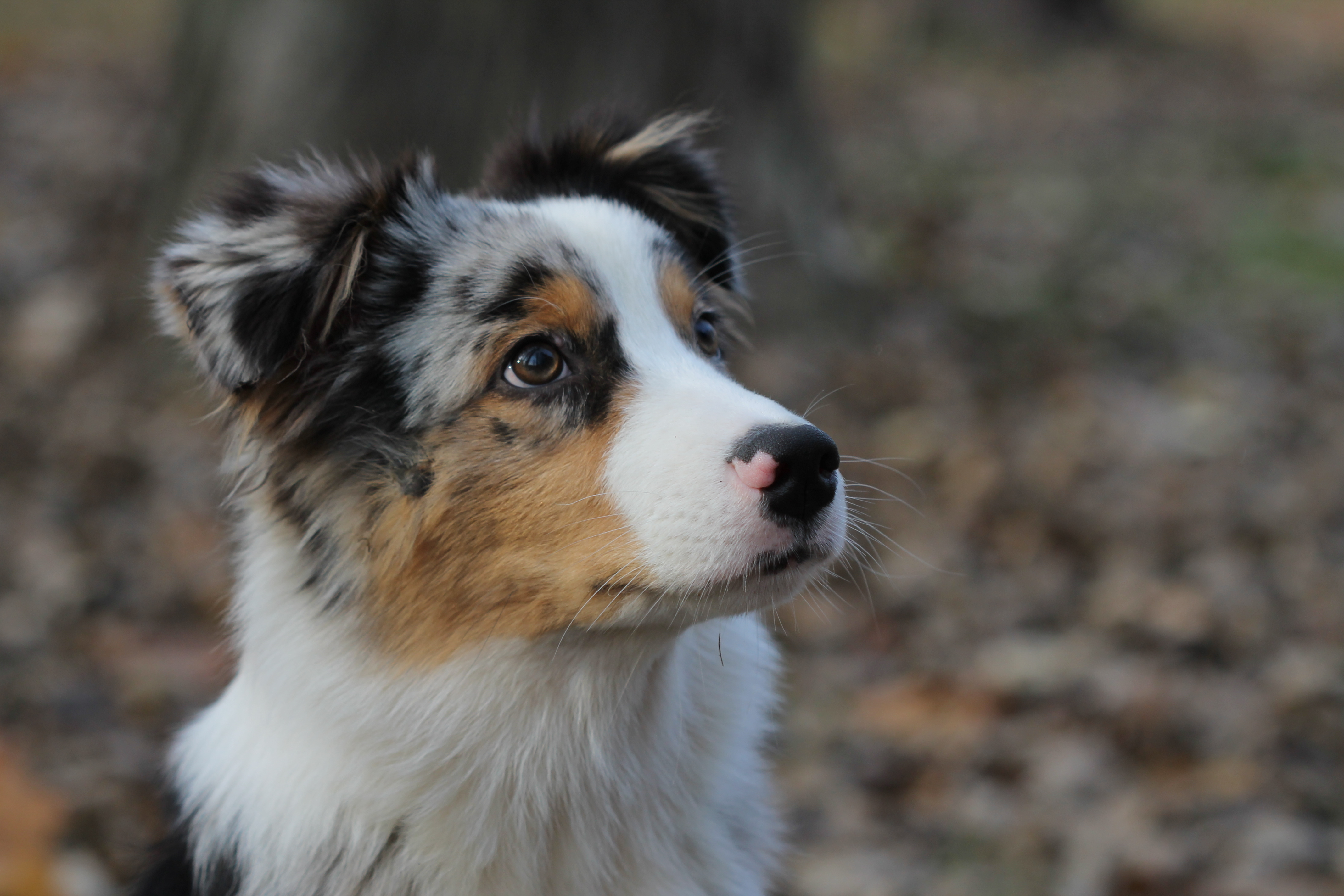
фотография австралийской овчарки в парке

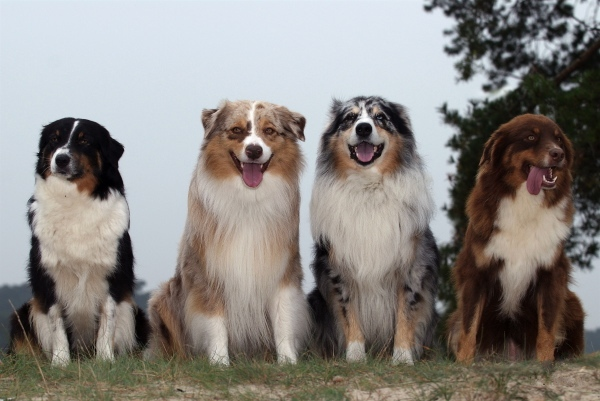
Австралийские овчарки окрасов (слева направо): чёрный триколор, красный мрамор с подпалом, голубой мрамор с подпалом, красный триколор

Австралийская овчарка (англ. Australian Shepherd), или аусси, — порода собак, выведенная (вопреки названию) в США.

## История породы
Австралийская овчарка создавалась путём скрещивания таких пород, как пиренейская овчарка, бернский зенненхунд и несколько разновидностей пород колли, однако достоверная информация относительно их видов отсутствует. Родиной данной породы стали Соединённые Штаты Америки. Результат превзошёл все ожидания, порода получила практически повсеместное распространение, а также известность. Что касается названия породы, то оно связано с тем, что баскские овчарки, использовавшиеся при её выведении, попали в Америку в XIX веке из Австралии.
Австралийские овчарки относятся к пастушьим породам и выведены для помощи пастухам в работе с овцами и коровами. По классификации пород МКФ аусси относятся к первой группе пород.

## Внешний вид
Предпочтительный рост в холке кобелей — 51—58 см, сук — 46—53 см, вес кобелей — 23—29 кг, сук — 18—25 кг.
Окрас шерсти может быть различным, однако наиболее распространёнными вариациями являются чёрный триколор, красный или голубой мрамор с подпалом или без него, коричневый триколор. Шерсть густая, с обильным подшёрстком, умеренно жёсткая на шее и груди. Мочка носа чёрная или коричневая, у собак мраморного окраса допускаются розовые пятна. Конечности широкие, крепкие, с умеренной ангуляцией, обеспечивают хорошую опору. Тело умеренной длины, крепкое.

## Характер
Эти собаки очень трудолюбивы и ответственны, всегда хотят угодить хозяину. Они ласковые и дружелюбные. А также очень активные, требуют регулярных физических и умственных нагрузок.
Подвижность не позволяет им существовать в замкнутом пространстве, для прекрасного самочувствия им необходим простор. Хорошо поддаются дрессировке. При правильном выращивании, отсутствии генетических пороков психики и ответственном отношении владельцев к дрессировке не склонны проявлять агрессию к людям и другим животным.
Аусси любят подвижные игры и прогулки с хозяином, для них важно внимание и одобрение хозяина. Австралийская овчарка — хороший, но не навязчивый компаньон. Собака любит заниматься и предпочитает работу простому общению.

## Здоровье
В числе генетических заболеваний, которым подвержены представители породы, — рак (саркома молочной железы); заболевания эндокринной системы (гипотиреоз); заболевания органов слуха и равновесия (глухота, вызванная действием доминантного гена «мерль»); заболевания кроветворной и лимфатической систем (аномалия Пельгера — Хюэта); заболевания сердечно-сосудистой системы (незаращение боталлова протока, дивертикул пищевода, стеноз устья легочной артерии); заболевания иммунной системы (атопический дерматит, аутоиммунная гемолитическая анемия, дискоидная красная волчанка, дефект Т-клеток); заболевания кожи и слизистых оболочек (паховая грыжа, перинеальная грыжа, первичная себорея, пупочная грыжа); заболевания печени и поджелудочной железы (сахарный диабет, портосистемный шунт); заболевания нервной системы (гипоплазия червя мозжечка, эпилепсия); заболевания глаза (витреоретинальная дисплазия, гипоплазия сосудистой оболочки, аномалия глаз колли, колобома век, дистрихиазис, врождённая глаукома, вывих хрусталика, микрокорнеа, микрофтальм, гипоплазия зрительного нерва, паннус (поверхностный кератит), персистирующая зрачковая перепонка (дисгенез мезодермальный), прогрессирующая атрофия сетчатки, протрузия третьего века (выпадение мигательной перепонки), дисплазия сетчатки (складки), дисплазия сетчатки (географическая форма), увеодерматологический синдром); заболевания репродуктивной системы (крипторхизм) и заболевания скелета (дефект скелета австралийских овчарок, заячья губа, карликовость, дисплазия тазобедренного сустава, вывих коленной чашечки, рассекающий (расслаивающий) остеохондрит, паностит). Также возможно нарушение поведения, выраженное в чрезмерной агрессии или ярости по отношению к другим собакам и людям.
Продолжительность жизни — 12—15 лет.